# وقاية كيميائية
الوقاية الكيميائية (بالإنجليزية: Chemoprevention أو Chemoprophylaxis)‏ تشير إلى تناول دواء بغرض الوقاية من مرض أو عدوى، فعلى سبيل المثال يمكن لمرضى اضطرابات الجهاز المناعيّ تناول صاد حيوي لمنع العداوى الجرثوميَّة (تحديدًا العدوى الانتهازية). يمكن أيضا إعطاء الصاد الحيوي للأناس الأصحاء للحد مكن انتشار وباء أو لمن يعانون من عداوى متكررة (مثل عداوى الجهاز البولي) لمنع المعاودة، ويمكن أيضا أن تشير لإعطاء الهيبارين لمنع الخُثار الوريديّ العميق في مرضى المستشفيات.
قد تُبدأ الوقاية الكيميائية في بعض الحالات لمنع انتشار عدوى حاصلة لدى شخص ما من أن تنتقل لعضو جديد في جسده، كما هو الحال في العلاج الكيميائيّ داخل القِراب عند مرضى الخَباثات لمنع عداوى أوسع.
يحدد استعمال الواقيات الكيميائية بعاملين: الخطر والتكلفة المادية.
- لكل الأدوية احتمالية التسبب بآثار جانبية، وعموما يجب البدء بالواقيات الكيميائية فقط إذا كانت المنافع تفوق المخاطر.
- قد تكون تكلفة الوقاية الكيميائية عائقًا، خاصة عندما تكون تكلفة العلاج مرتفعة أو احتمالية وقوع المرض المستهدف منخفضة. ولهذا السبب العديد من أشكال الوقاية الكيميائية ليست ذات جدوى اقتصادية.

## أمراض محددة
أثبت استعمال الوقاية الكيميائية كعلاج للعلامات الأولى للسل نجاعته،[بحاجة لمصدر] ولاحظ الأطباء في داء السلائل الورمي الغدي العائلي تراجع داء السلائل باستعمال مضادات الالتهاب غير الستيرويدية في العلاج المضاد للالتهاب.[بحاجة لمصدر] وتستعمل الوقاية الكيميائية أيضا لعلاج أنواع مختلفة من عداوى المُكَوَّرات السِّحائيَّة (بالإنجليزية: meningococcal)‏ ذات التماس القريب مع النيسيرية السحائية.[بحاجة لمصدر]